# Another Thin Man
 Another Thin Man és una pel·lícula estatunidenca dirigida per W.S. Van Dyke, estrenada el 1939.

## Argument
Nick i Nora Charles són pares d'un noi. Malgrat tot, estan en una nova investigació: un industrial de Long Island que sospita que algú vol matar-lo, i immediatament el seu temor es fa realitat. El pitjor és que Nick és entre els sospitosos, però Nora té les seves pròpies idees sobre el cas i s'escapoleix dins d'un club per buscar pistes.

## Repartiment
- William Powell: Nick Charles
- Myrna Loy: Nora Charles
- Virginia Grey: Lois MacFay / Linda Mills
- Otto Kruger: Ajudant Districte Attorney Van Slack
- C. Aubrey Smith: Coronel Burr MacFay
- Ruth Hussey: Dorothy Waters
- Nat Pendleton: Tinent Guild
- Patric Knowles: Dudley Horn
- Tom Neal: Freddie Coleman
- Phyllis Gordon: Sra. Isabella Bellam
- Sheldon Leonard: Phil Church
- Don Costello: 'Diamond Back' Vogel
- Alexander D'Arcy: Gigolo
- Marjorie Main: Sra. Dolley
- Nestor Paiva (no surt als crèdits): Amo de l'hotel del 'West Indies Club'
- Asta: el gos

## Al voltant de la pel·lícula
- Rodatge de juliol a agost de 1939.[1]
- Tercera part de la sèrie dels Thin man.
- William Powell no va participar en aquesta part de Thin man per raons de salut. El director W.S Van Dyke va adaptar el seu treball tenint en compte l'estat de l'actor.[2]

## Galeria

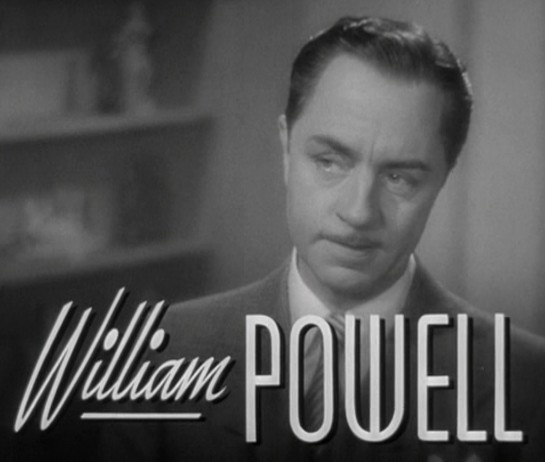
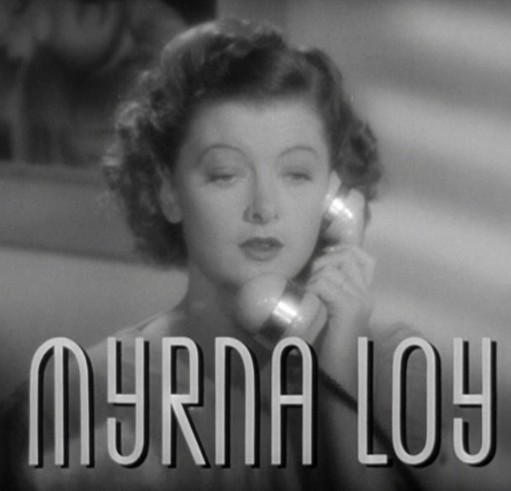
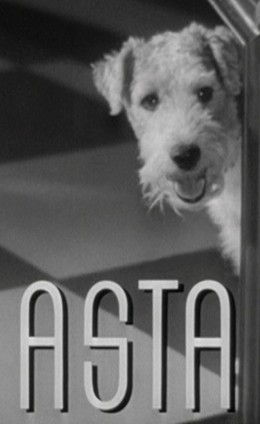
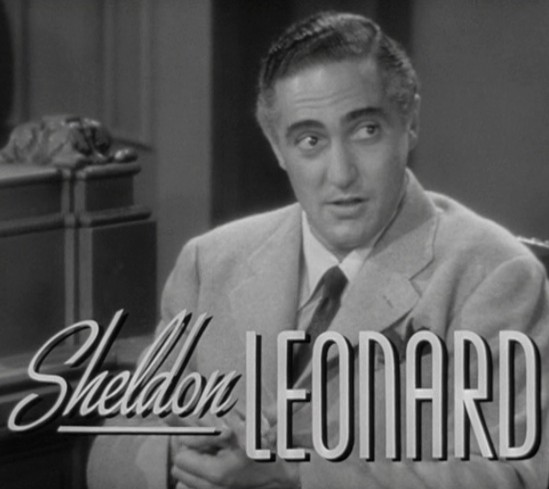
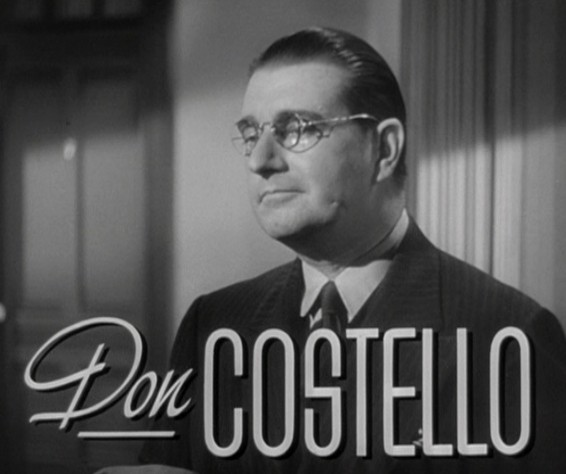